# Jules Munier
Jules Claude Arsène Munier, né le 30 janvier 1856 à Meursault (Côte-d'Or) et mort en 1929 en Égypte, est un journaliste français.

## Biographie
Il fait des études de Lettres à Dijon puis, sur l'invitation de Henry de Vaujany, son cousin germain, directeur de l'École de Langues du Caire, débarque en Égypte, à 25 ans en 1881, pour y être professeur de français dans les Écoles gouvernementales, qui souhaitent que leurs élèves puissent poursuivre leurs études supérieures en France.
Dès sa première année là-bas il devient aussi journaliste et polémiste, avec un style très moderne et bien républicain : il soutiendra le nationalisme (l'Égypte était sous protectorat anglais) de Mustafa Kamil (son élève) les minorités comme les Arméniens persécutés en Turquie et les paysans exploités. Il participera à la création ou à la rédaction de nombreux périodiques : Le Darabouk, Le Bosphore Égyptien, Le Courrier d'Égypte, L'Écho d'Orient, Al Ahram et Al Mo'ayyad dans leur version française, Le Courrier du Nil, Le Journal d'Abou Naddara, Égypte, L'Orient, L'Écho d'Égypte.
Il est le père de Henri Munier et le gendre de Antoine Mourès.

## Publications
- La presse en Égypte (1799-1900) : notes et souvenirs, Le Caire, Impr. de l'Institut français archéologie orientale, 1930
- Notes de lexicographie française
- Petite histoire anecdotique d'Égypte 1850-1900

Nombreux articles et éditoriaux dans la presse citée ci-dessus.